# درزی‌کلا (نوشهر)
درزی‌کلا، روستایی است از توابع بخش مرکزی شهرستان نوشهر در استان مازندران ایران.

## جمعیت
این روستا در دهستان خیرودکنار قرار دارد و براساس سرشماری مرکز آمار ایران در سال ۱۳۸۵، جمعیت آن ۷۷۳ نفر (۲۰۸خانوار) بوده‌است. مردم درزی‌کلا از قومیت طبری هستند. مردم درزی‌کلا به زبان طبری و گویش کجوری سخن می‌گویند.